# شهرستان قفل شمیر
ناحیهٔ قفل شمیر (به عربی: مدیریة قفل شمر) یک ناحیه در یمن است که در استان حجه واقع شده‌است. شهرستان قفل شمیر ۵۰٬۴۳۹ نفر جمعیت دارد.